# Chrysochroa ocellata
Chrysochroa oceallata är en skalbaggsart i familjen praktbaggar Buprestidae.

## Beskrivning
Kroppen är långsträckt och förhållandevis smärt. Skalbaggen är metalliskt glänsande och har många olika färger. Bakkroppen är mörkblå, medan täckvingarna är flerfärgade, med två prickar med röd, gul, grön och blå kulör, följt av ett gult band som löper tvärs över täckvingarna, och slutligen ytterligare två prickar i samma färger längre ner. Benen är metalliskt gröna. Skalbaggen når en fullvuxen storlek av 2 cm.
Färgen på skalbaggens exoskelett är inte ett resultat av olika pigment, utan av iridisering. Små mikroskopiska strukturer i det räfflade exoskelettet reflekterar olika våglängder av synligt ljus i olika riktningar, vilket får skalbaggen att glänsa i olika nyanser. 
En av följderna med det färgglada mönstret är att Chrysochroa ocellata är eftertraktad för insektssamlare och på handelsmarknaden då täckvingarna används som örhängen i länder som Indien eller Japan.

## Ekologi
Praktbaggar där Chrysochroa ocellata ingår, är en stor skalbagsfamilj vars arter lever i trädrika habitat. Larverna lever på olika sorters ved, men kan även leva på olika sorters gräs. Genom att borra in sig i veden, kan larven leva ett bra tag innan den förpuppar sig och blir en imago.  

## Utbredning
Arten förekommer i Indien.

## Underarter
- Chrysochroa ocellata fulgens (DeGeer, 1778)
- Chrysochroa ocellata ocellata (Fabricius, 1775)